# David William Murray (3e comte de Mansfield)
David William Murray, 3e comte de Mansfield, (7 mars 1777 – 18 février 1840) est un officier de l'armée britannique et un pair. Il sert en tant que Lord Lieutenant du Clackmannanshire de 1803 jusqu'à sa mort.

## Famille
David William Murray est né à Paris en 1777, fils de David Murray (2e comte de Mansfield) et Louisa, fille de Charles Cathcart (9e Lord Cathcart). En 1792 son père succède à son oncle William Murray dans le comté Mansfield créé en 1792; Murray lui succède en 1796, héritant de Kenwood House de Camden, à Londres.
Le 16 septembre 1797 il épouse Frederica, fille de William Markham, archevêque d'York. Ils ont neuf enfants:
1. Frédérique-Louise Murray (1800-1823), épouse de James Hamilton Stanhope en 1823
2. Elizabeth Anne Murray (née en 1803), célibataire
3. Caroline Murray (née en 1805), célibataire
4. William David (1806-1898), qui devient 4e comte de Mansfield et épouse Louisa, la troisième fille de Cutbbert Ellison, en 1829
5. Georgina Catherine Murray (née en 1807)
6. Charles John Murray (né en 1810), épouse Frances Elizabeth, deuxième fille de Thomas Anson (1er vicomte Anson) en 1835
7. David Henry Murray (né en 1811), capitaine dans les Scots Fusiliers Gardes
8. Cecilia Sarah Murray (1814-1830)
9. Emily Murray (1816-1902), mariée à Francis Seymour (5e marquis de Hertford), en 1839

## Carrière

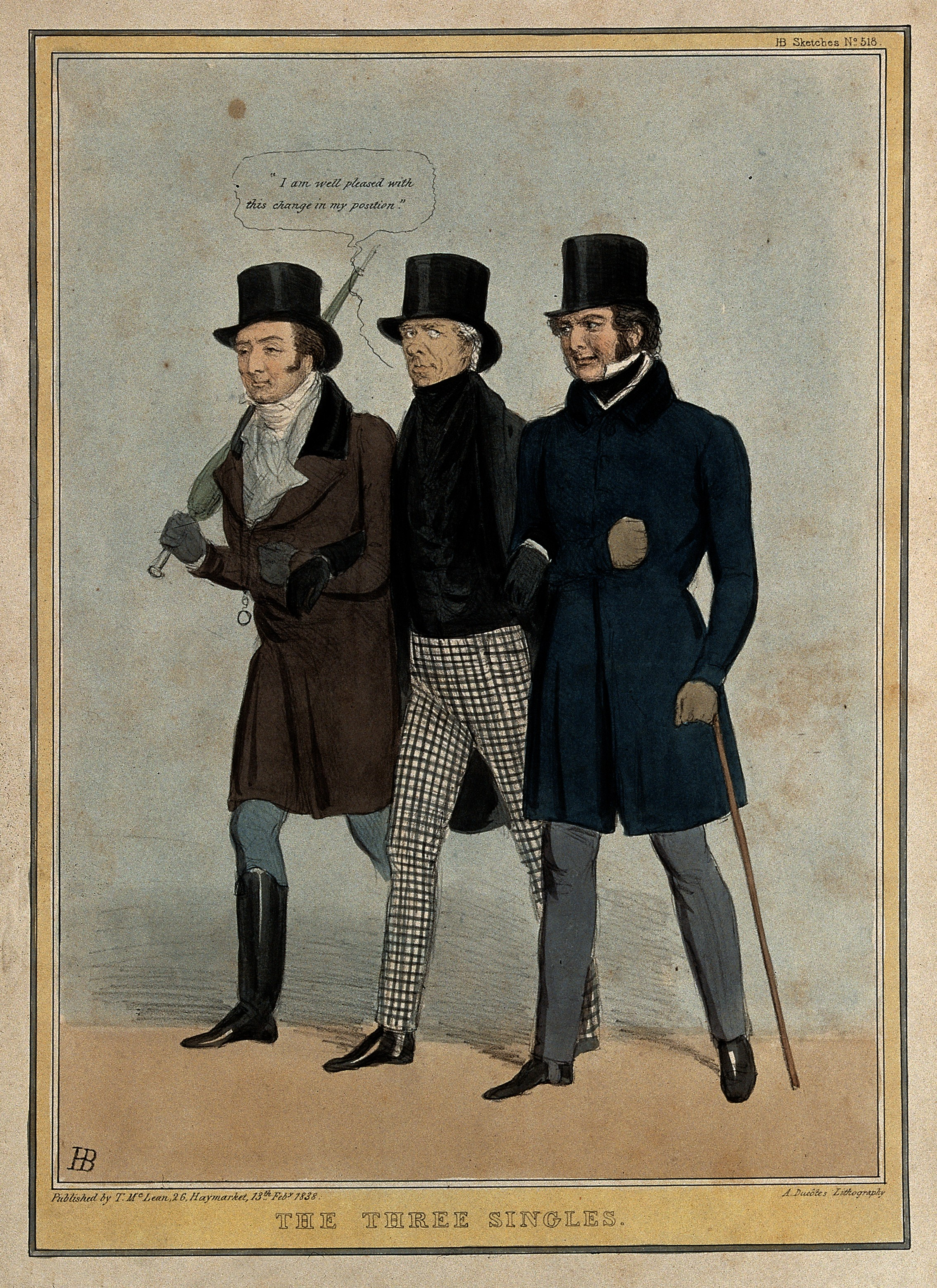
Les Trois Singles. Caricature de Mansfield, Lord Ellenborough et Lord Brougham par John Doyle, 1838.

Il reçoit un diplôme de docteur en Droit Civil de Christ Church, à Oxford en 1793. Il rejoint l'armée, devenant colonel dans la Milice du comté de Middlesex en 1798 et le régiment de milice du Perthshire en 1803.
Il sert en tant que Lord Lieutenant du Clackmannanshire de 1803 jusqu'à sa mort. En 1835 il est nommé Chevalier de l'Ordre du Chardon. Il est également Fellow de la Royal Society (élu 1802) et Fellow de la Société des Antiquaires de Londres.
Mansfield est décédé à Leamington le 18 février 1840 et est enterré au cimetière Saint-André à Kingsbury, Londres.